# Emeril
Emeril est un lieu non organisé situé à l'ouest du Labrador, dans la partie continentale de la province de Terre-Neuve-et-Labrador au Canada, à environ 50 kilomètres à l'est de Labrador City.

## Histoire
La localité d'Emeril est apparue lors de la construction du chemin de fer de la Côte-Nord et du Labrador par la Compagnie Iron Ore du Canada entre 1951 et 1954, reliant le port de Sept-Îles au terminus de Schefferville du sud vers le nord sur une distance de 573 km (359 milles).
Le chemin de fer, à vocation initialement industrielle, se compose d'une voie unique avec des évitements à intervalles variables permettant aux trains montants à vide de croiser les trains descendants chargés de minerai. Ces évitements constituent des haltes ferroviaires. Un évitement fut construit à la jonction Emeril (anglais : Emeril Junction).
En 1958, le projet Carol d'exploitation du gisement de fer entre le lac Carol (anglais : Carol Lake) et le lac Wabush (anglais : Wabush Lake) dans l'ouest du Labrador fut lancé par la Compagnie IOC. QNS&L construisit une ligne de 58 km (36 milles) pour desservir ces mines, allant vers l'ouest à partir de la ligne principale reliant Sept-Îles à Schefferville, de la jonction Ross Bay (anglais : Ross Bay Junction) au lac Carol. Le service fut ouvert en 1960 sur la nouvelle subdivision Northern Land. La jonction Emeril devint la première halte sur la subdivision Menihek.
La route 500 (Translabradorienne) reliant la frontière entre le Québec et Terre-Neuve-et-Labrador et Labrador City à la centrale de Churchill Falls et à Happy Valley-Goose Bay en traversant le Labrador de l'ouest vers l'est fut construite bien plus tard en 1992. Le croisement de la route et du chemin de fer à la perpendiculaire fut réalisé à 500 mètres au sud de l'évitement d'Emeril.

## Géographie
La localité est située à 535 mètres d'altitude, sur un plateau du relief peu marqué au centre de la péninsule du Québec-Labrador qui repose sur le bouclier canadien. Au nord du quai coule un ruisseau qui se jette dans la rivière Ashuanipi située à 3 kilomètres à l'ouest et au nord-ouest. La rivière Ashuanipi, qui coule du nord au sud, effectue deux coudes marqués vers le sud-ouest en recevant la rivière Shabogamo (qui arrose Labrador City), puis le nord au niveau d'Emeril.
Malgré la latitude, le climat est subarctique humide, du fait du refroidissement induit par le courant du Labrador conjugué à l'influence de la dépression d'Islande. Les hauteurs de neige sont très importantes. La taïga est le biome dominant du Labrador.

## Chemin de fer
Au niveau de la jonction Ross Bay (anglais : Ross Bay Junction), sur le chemin de fer de la Côte-Nord et du Labrador, la ligne de Schefferville se sépare de la ligne principale de Labrador City. Au niveau de la jonction Rose Bay (anglais : Rose Bay Junction) située à 2 kilomètres au nord, la ligne de Schefferville se dirige vers le nord, celle de Labrador City tourne vers l'ouest. À 1,6 kilomètre au nord de la jonction Rose Bay, la ligne de Schefferville, allant du sud vers le nord, croise la route 500 (Translabradorienne) allant de l'ouest vers l'est.
La ligne de chemin de fer gérée par Transport Ferroviaire Tshiuetin inc. depuis le 1er décembre 2005 débute à Emeril.
La subdivision Menihek, qui conserva après la fermeture des mines de Schefferville en 1982 un service limité de transport de fret et un service subventionné de transport de passagers pour les communautés des Premières Nations de la région, fut vendue 1,00 $ (CAD) par la Compagnie IOC. La halte d'Emeril se situe à 200 mètres au nord de la route 500 et à moins de 200 mètres au sud de l'évitement d'Emeril.

## Activité
Le secteur, parcouru par les Innus depuis des millénaires, n'est pas habité en raison de son caractère isolé et inhospitalier.
Les villes les plus proches sont Labrador City et Wabush situées à 50 kilomètres à l'ouest.
La halte d'Emeril dispose d'un quai de 160 mètres de long qui permet aux voyageurs du Transport ferroviaire Tshiuetin de Sept-Îles à Schefferville de rejoindre Labrador City (non accessible par un train de voyageurs) par la route 500. Le trajet de 50 kilomètres prend environ 45 minutes. Le quai est déneigé en hiver.
Le positionnement d'Emeril au croisement de la ligne de chemin de fer nord-sud et de la route ouest-est en fait un lieu stratégique pour l'ouest du Labrador.

## Articles connexes

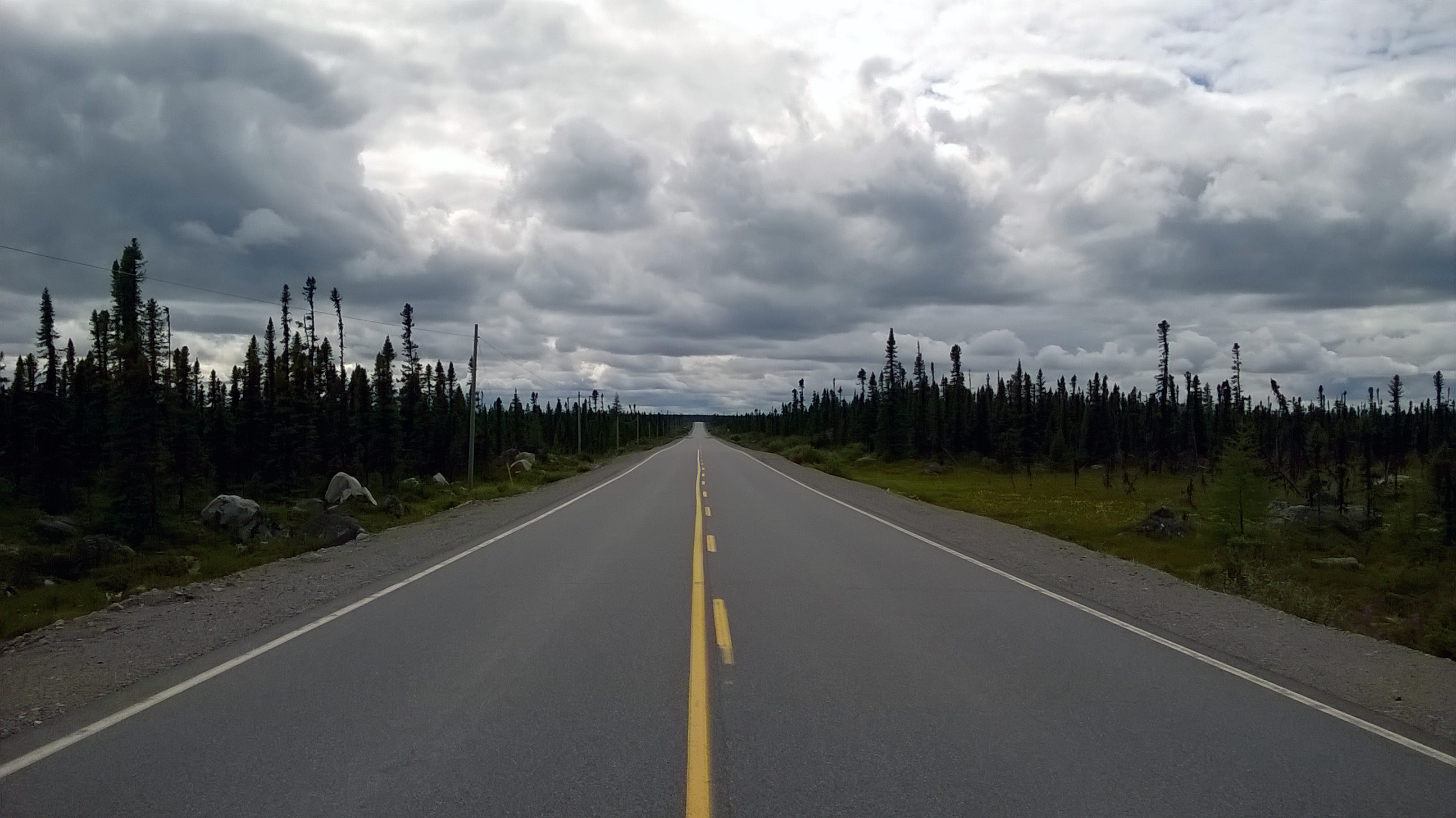
La route 500 entre Churchill Falls et Labrador City